# 宮崎県立本庄高等学校
宮崎県立本庄高等学校（みやざきけんりつ ほんじょうこうとうがっこう）は、宮崎県東諸県郡国富町大字本庄に所在する公立の高等学校。

## 設置学科
- 総合学科
  - アカデミックフロンティア系列（旧普通）
  - フードビジネス系列（旧食農）
  - ビジネスイノベーション系列（旧商業）
  - ライフデザイン系列（旧生活文化）

## 沿革
- 1913年3月 - 東諸県郡立乙種農学校として設立許可。
- 1923年3月 - 本庄町の現在校舎位置に移転。
- 1923年4月 - 宮崎県に移管、宮崎県本庄農学校と改称。
- 1928年4月 - 宮崎県立本庄農学校と改称。
- 1942年4月 - 甲種農学校に昇格。
- 1948年4月 - 学制改革により宮崎県立本庄高等学校と改称。
- 1948年11月 - 定時制高岡分校、定時制綾分校を開設。
- 1950年4月 - 課程変更および学科改編。全日制普通科を廃止し農産製造科・被服科を設置。定時制八代分校を開設。
- 1952年4月 - 課程変更および学科改編。全日制普通科設置。被服科の名称を家庭科に変更。
- 1952年5月 - 高岡分校に全日制家庭科を加え高岡校舎となる。
- 1963年3月 - 八代分校廃止。
- 1964年4月 - 高岡校舎定時制募集停止。
- 1967年3月 - 綾分校生徒募集停止。
- 1973年4月 - 定時制募集停止。
- 1975年4月 - 農産製造科の名称を食品製造科に変更。
- 1976年3月 - 定時制課程募集停止。
- 1981年4月 - 高岡校舎生徒募集停止。
- 1983年3月 - 高岡校舎廃止。
- 1991年4月 - 農業科・食品製造科・家庭科の募集を停止し、総合選択制普通科に改編。
- 1993年11月 - 創立80周年記念式典を挙行。
- 2001年4月 - 総合選択制普通科の募集停止し、総合学科を設置。

## 著名な出身者
- 川越達也 - 料理人、「タツヤカワゴエ」オーナーシェフ
- 押川修一郎 - 西都市長